# Lego Architecture
Lego Architecture est une gamme du jouet de construction Lego, présentant des modèles complexes à une échelle restreinte. Elle est créée par l'artiste américain Adam Reed Tucker en 2008.
La gamme s'inspire d'une autre éditée de 1962 à 1963, nommée Lego Maquettes à l'échelle.

## Présentation
Les différents modèles à construire représentent des monuments historiques ou des villes et se décomposent en trois thèmes : Architect Series, des modèles de bâtiments à l'architecture remarquable, Landmark Series, sur des monuments historiques, et Skyline, lancée en 2016, qui propose en set plusieurs monuments emblématiques de villes célèbres.
Il existe également Studio, lancé en 2013 en Amérique du Nord et en 2014 en Europe, avec une seule boîte contenant plusieurs briques blanches ou transparentes pour des constructions imaginaires.

## Set
| Set   | Série     | Nom                            | Localisation        | Date de sortie | Production                        | Nbr de pièces | Photographie |
| ----- | --------- | ------------------------------ | ------------------- | -------------- | --------------------------------- | ------------- | ------------ |
| 21000 | Landmark  | Willis Tower                   | Chicago             | 2008           | Terminée                          | 69            |              |
| 21001 | Landmark  | John Hancock Center            | Chicago             | 2008           | Terminée                          | 69            |              |
| 21002 | Landmark  | Empire State Building          | New York            | 2009           | Terminée                          | 77            |              |
| 21003 | Landmark  | Seattle Space Needle           | Seattle             | 2009           | Terminée                          | 57            |              |
| 21004 | Architect | Musée Solomon R. Guggenheim    | New York            | 2009           | Terminée                          | 208           |              |
| 21005 | Architect | Fallingwater                   | Pittsburgh          | 2009           | Terminée                          | 811           |              |
| 21006 | Landmark  | La Maison-Blanche              | Washington, D.C.    | 2010           | Terminée                          | 560           |              |
| 21007 | Architect | Rockefeller Center             | New York            | 2011           | Terminée                          | 240           |              |
| 21008 | Landmark  | Burj Khalifa                   | Dubai               | 2011           | Terminée                          | 208           |              |
| 21009 | Architect | Farnsworth House               | Plano               | 2011           | Terminée                          | 546           |              |
| 21010 | Architect | Robie House                    | Chicago             | 2011           | Terminée                          | 2 276         |              |
| 21011 | Landmark  | La porte de Brandebourg        | Berlin              | 2011           | Terminée                          | 363           |              |
| 21012 | Architect | Opéra de Sydney                | Sydney              | 2012           | Terminée                          | 270           |              |
| 21013 | Landmark  | Big Ben                        | Londres             | 2012           | Terminée                          | 346           |              |
| 21014 | Architect | Villa Savoye                   | Poissy              | 2012           | Terminée                          | 660           |              |
| 21015 | Landmark  | La tour de Pise                | Pise                | 2013           | Terminée                          | 345           |              |
| 21016 | Landmark  | Sungnyemun                     | Séoul               | 2012           | Terminée                          | 325           |              |
| 21017 | Architect | Hôtel impérial,                | Tokyo               | 2013           | Terminée                          | 1 188         |              |
| 21018 | Landmark  | Siège des Nations unies        | New York            | 2014           | Terminée                          | 597           |              |
| 21019 | Landmark  | La tour Eiffel                 | Paris               | 2014           | Terminée                          | 321           |              |
| 21020 | Landmark  | La Fontaine de Trevi           | Rome                | 2014           | Terminée                          | 731           |              |
| 21021 | Landmark  | Marina Bay Sands               | Singapour           | 2014           | Terminée                          | 602           |              |
| 21022 | Landmark  | Lincoln Memorial               | Washington          | 2015           | Terminée                          | 274           |              |
| 21023 | Landmark  | Flatiron Building              | New York            | 2015           | Terminée                          | 471           |              |
| 21024 | Architect | Le Louvre                      | Paris               | 2015           | Terminée                          | 695           |              |
| 21026 | Skyline   | Venise                         | Italie              | 2016           | Terminée                          | 212           |              |
| 21027 | Skyline   | Berlin                         | Allemagne           | 2016           | Terminée                          | 289           |              |
| 21028 | Skyline   | New York                       | États-Unis          | 2016           | En cours                          | 598           |              |
| 21029 | Landmark  | Palais de Buckingham           | Londres             | 2016           | Terminée                          | 780           |              |
| 21030 | Landmark  | US Capitol                     | Washington          | 2016           | Terminée                          | 1 032         |              |
| 21031 | Landmark  | Burj Khalifa                   | Dubaï               | 2016           | Terminée                          | 333           |              |
| 21032 | Skyline   | Sydney                         | Australie           | 2017           | Terminée                          | 361           |              |
| 21033 | Skyline   | Chicago                        | États-Unis          | 2017           | Terminée                          | 444           |              |
| 21034 | Skyline   | Londres,                       | Royaume-Uni         | 2017           | En cours                          | 468           |              |
| 21035 | Architect | Musée Solomon R. Guggenheim    | New York            | 2017           | Terminée                          | 744           |              |
| 21036 | Landmark  | Arc de Triomphe,               | Paris               | 2017           | Terminée                          | 386           |              |
| 21037 | Landmark  | Lego House                     | Billund             | 2017           | En cours - Exclusivité Lego House | 774           |              |
| 21038 | Skyline   | Las Vegas                      | États-Unis          | 2018           | Non produite                      | 487           |              |
| 21039 | Skyline   | Shanghai                       | Chine               | 2018           | Terminée                          | 597           |              |
| 21041 | Landmark  | Grande Muraille de Chine       | Chine               | 2018           | Terminée                          | 551           |              |
| 21042 | Landmark  | Statue de la Liberté           | New York            | 2018           | En cours                          | 1 685         |              |
| 21043 | Skyline   | San Francisco                  | États-Unis          | 2019           | Terminée                          | 565           |              |
| 21044 | Skyline   | Paris                          | France              | 2019           | En cours                          | 694           |              |
| 21045 | Landmark  | Trafalgar Square               | Londres             | 2019           | Terminée                          | 1 197         |              |
| 21046 | Landmark  | Empire State Building          | New York            | 2019           | Terminée                          | 1 797         |              |
| 21047 | Skyline   | Las Vegas                      | États-Unis          | 2018           | Terminée                          | 501           |              |
| 21050 | Studio    | Studio                         | NC                  | 2013           | Terminée                          | 1 211         |              |
| 21051 | Skyline   | Tokyo                          | Japon               | 2020           | Terminée                          | 547           |              |
| 21052 | Skyline   | Dubaï                          | Émirats Arabes Unis | 2020           | Terminée                          | 740           |              |
| 21054 | Landmark  | La Maison-Blanche              | États-Unis          | 2020           | En cours                          | 1483          |              |
| 21055 | Landmark  | Burj Khalifa                   | Émirats Arabes Unis | 2020           | Terminée                          | 333           |              |
| 21056 | Landmark  | Taj Mahal                      | Inde                | 2021           | En cours                          | 2022          |              |
| 21057 | Skyline   | Singapour                      | Singapour           | 2022           | En cours                          | 827           |              |
| 21058 | Landmark  | La grande pyramide de Gizeh    | Gizeh, Égypte       | 2022           | En cours                          | 1476          |              |
| 21060 | Landmark  | Le Château de Himeji           | Himeji, Japon       | 2023           | En cours                          | 2125          |              |
| 21061 | Landmark  | Cathédrale Notre-Dame de Paris | Paris               | 2024           | En cours                          | 4383          |              |
| 21062 | Landmark  | La Fontaine de Trevi           | Rome                | 2025           | En cours                          | 1880          |              |
| 21063 | Landmark  | Château de Neuschwanstein      | Hohenschwangau      | 2025           | En cours                          | 3455          |              |